# Calyptranthes acunae
Calyptranthes acunae är en myrtenväxtart som beskrevs av Attila L. Borhidi och O.Muniz. Calyptranthes acunae ingår i släktet Calyptranthes och familjen myrtenväxter. Inga underarter finns listade i Catalogue of Life.